# Tiefkippe Schlaitz
Koordinaten: 51° 39′ 32″ N, 12° 24′ 0″ O
Der Tiefkippe Schlaitz ist ein Naturschutzgebiet in der Gemeinde Muldestausee im Landkreis Anhalt-Bitterfeld in Sachsen-Anhalt.

## Allgemeines
Das Naturschutzgebiet mit dem Kennzeichen NSG 0170 ist rund 57 Hektar groß. Es ist vom Landschaftsschutzgebiet „Dübener Heide“ umgeben. Als Bergbaufolgelandschaft steht das Gebiet seit Anfang 1997 unter Schutz (Datum der Verordnung: 6. Dezember 1996). Zuständige untere Naturschutzbehörde ist der Landkreis Anhalt-Bitterfeld.

## Beschreibung
Das Naturschutzgebiet liegt nordöstlich von Bitterfeld im Naturpark Dübener Heide. Es stellt ein nördlich des Muldestausees liegendes Feuchtgebiet im Bereich des früheren Tagebaus Muldenstein am Rande der Dübener Heide unter Schutz. Das Gebiet wurde nach dem Ende des Braunkohleabbaus rekultiviert und für eine landwirtschaftliche Folgenutzung aufgefüllt. Durch Anstieg des Grundwassers vernässten die Flächen, so dass die landwirtschaftliche Nutzung aufgegeben werden musste.
Das Gebiet wird von ausgedehnten Schilfröhrichten geprägt, an die sich binsenreiche und von Schilf durchsetzte Landreitgrasfluren anschließen. In den Schilfzonen wächst auch der Breitblättrige Rohrkolben. Daneben sind wenige offene Flachwasserbereiche zu finden. Große Teile des Schutzgebietes verbuschen durch den Aufwuchs von Wieden und Birken, die infolge des Grundwasseranstieges aber mittlerweile teilweise absterben.
Nach Norden und Osten wird der ehemalige Tagebau durch eine bis zu 15 Meter hohe Böschung begrenzt. Die Böschungsbereiche wurden im Zuge der Sanierung als Bergbaufolgelandschaft überwiegend mit Robinien und Pappeln aufgeforstet, die als nicht standorttypische Gehölze teilweise wieder entfernt werden sollen.
Das Feuchtgebiet ist ein wichtiger Lebensraum für zahlreiche Sumpf- und Wasservögel sowie auf Schilfzonen angewiesene Vogelarten, darunter Rohrdommel, Wasserralle, Rohrweihe, Raubwürger, Teichrohr- und Drosselrohrsänger, Sperbergrasmücke, Braunkehlchen und Beutelmeise. Nach dem Aufbau einer Nisthilfe 1995 ist auch der Fischadler heimisch geworden. Das Gebiet wird u. a. von Habicht, Sperber, Baumfalke und Eisvogel für die Nahrungssuche aufgesucht. Das Gebiet ist auch Lebensraum für zahlreiche Libellen.
Der Naturlehrpfad „Bergbaufolgelandschaft Muldestausee“ verläuft am Südrand des Naturschutzgebietes. Am Naturlehrpfad befindet sich ein Beobachtungspunkt, von dem aus der Fischadlerhorst beobachtet werden kann.